# Bryan Adams

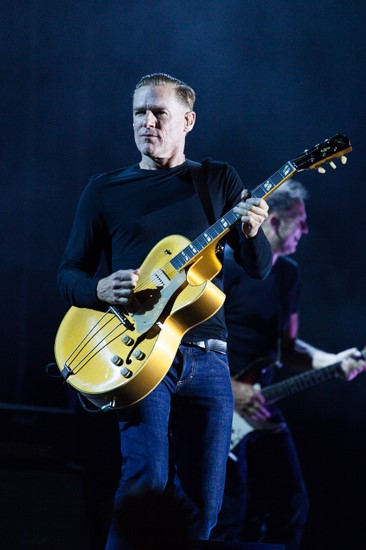
Bryan Adams (2013)

Bryan Guy Adams, OC, OBC (* 5. November 1959 in Kingston, Ontario) ist ein kanadischer Rocksänger, Gitarrist, Komponist und Fotograf. Seit 1983 erreichte er in mehr als 30 Ländern Nummer-eins-Platzierungen in den Charts. In den rund 40 Jahren seiner Karriere verkaufte er mehr als 100 Millionen Tonträger.

## Privatleben
Adams wurde 1959 als Sohn britischer Eltern in Kanada geboren. Sein Vater Conrad J. Adams war im militärischen Diplomatendienst tätig, seine Mutter Elisabeth Jane Watson arbeitete als Lehrerin und Bibliothekarin. Aufgrund des Berufs des Vaters musste die Familie häufig ihren Wohnort wechseln; so lebten sie beispielsweise in Israel und Österreich und von 1967 bis 1971 in Portugal. Die Eltern trennten sich Mitte der 1970er Jahre. Bryan Adams zog mit seiner Mutter und seinem zwei Jahre jüngeren Bruder nach Ottawa und etwas später nach Vancouver. Neben Englisch spricht er auch Französisch.
Adams ist seit Ende der 1980er Jahre Vegetarier und inzwischen auch Veganer. Er unterstützt die Tierrechtsorganisation PETA. In einem Interview mit der Zeitschrift Brigitte sagte er dazu: „Seitdem ich kein Fleisch mehr esse, habe ich nie mehr irgendeine Infektion gehabt, nicht mal einen Schnupfen. Es geht. Es geht wirklich.“
Adams lebt mit seiner Lebensgefährtin und zwei gemeinsamen Töchtern, geboren 2011 und 2013, im Londoner Stadtteil Chelsea. 2013 kaufte Adams im Berliner Stadtteil Oberschöneweide eine alte Werkshalle, um Ateliers für sich und befreundete Künstler zu eröffnen. Im November 2016 wurde bekannt, dass Adams einen Großteil der Ateliers wieder verkauft.

## Musikkarriere

### 1975–1979: Anfänge
In Vancouver widmete sich Adams sehr intensiv seiner Musik. Im Alter von 15 Jahren verließ er die Highschool, um mit Bands wie Shock und Sweeny Todd nachts in den Clubs der Stadt aufzutreten. Mit Sweeny Todd nahm er als Leadsänger 1977 die LP If Wishes Were Horses… Then Beggars Would Ride auf, die 2004 unter dem Titel Bryan Adams – The Early Years um zwei weitere Songs aus dieser Zeit ergänzt erneut veröffentlicht wurde. 1978 verließ er die Band.
In Vancouver lernte Adams Ende der 1970er-Jahre auch den Musiker Jim Vallance kennen. Beide begannen eine Zusammenarbeit als Songwriter, die bis heute anhält. Sie schrieben Lieder für verschiedene kanadische Rockmusiker, zum Beispiel Loverboy und Bachman-Turner Overdrive. Auch schrieben sie Songs für Bonnie Tyler, Ian Lloyd und Kiss. 1978 produzierten Adams und Vallance einige Demobänder und schickten sie an Plattenlabels. Einige dieser Demos tauchten im Laufe der Jahre auf Adams’ Studioalben auf, wie zum Beispiel I’m Ready, das 1983 auf Cuts Like a Knife veröffentlicht wurde.

### 1980–1989: Plattenvertrag, erste Erfolge und Tourneen
1979 bekam Adams einen Plattenvertrag bei A&M Records. Im Frühjahr 1980 veröffentlichte er sein erstes Album Bryan Adams, das kein kommerzieller Erfolg wurde und nicht in die Hitparaden kam. Ein Jahr später erschien das Album You Want It, You Got It, das es in die US-Charts schaffte.
1982 ging Adams mit den Kinks, Loverboy und Foreigner auf Tournee, für die er im Vorprogramm spielte. Der kommerzielle Durchbruch gelang Adams 1983 mit dem Album Cuts Like a Knife, das sowohl in Kanada als auch in den USA in die Top Ten der Albumcharts kam. Die erste Singleauskopplung war Straight from the Heart, eine Ballade. Im selben Jahr hatte Adams in der Fernsehsendung Rockpalast seinen ersten Auftritt in Europa.
Der Hardrock der ersten Alben wich spätestens im November 1984 mit dem Album Reckless zumeist AOR- bzw. Mainstream-orientierten Songs und Balladen. Obwohl die Single Run to You noch sehr gitarrenbetont war, etablierte sich Adams Mitte 1985 mit der Single Heaven als „Meister der radiotauglichen Rockballade“. Adams’ raue Stimme „scheint wie gemacht für Rockballaden“. Run to You war die erste Single, die es in die Top Ten der BBC-Charts schaffte und Adams in Europa bekannt machte. Insgesamt wurden aus Reckless im Laufe des Jahres 1985 noch vier weitere Singles ausgekoppelt. Diese sind Summer of ’69, Somebody, One Night Love Affair und It’s Only Love. Letzteres war ein Duett mit Tina Turner, die Adams 1985 auf ihrer Welttournee im Vorprogramm begleitete.
Im Frühjahr 1987 erschien das Album Into the Fire, das zwar auf beiden Seiten des Atlantiks die Top 10 erreichte, aber im Vergleich zum Vorgänger kommerziell an diesen Maßstab nicht heranreichte. 1988 erschien das Live-Album Live! Live! Live!, dem allerdings kein großer kommerzieller Erfolg beschieden war und das nur kurz in den Hitparaden blieb.

### 1990–1999: Comeback mit Filmmusiken und Kollaborationen

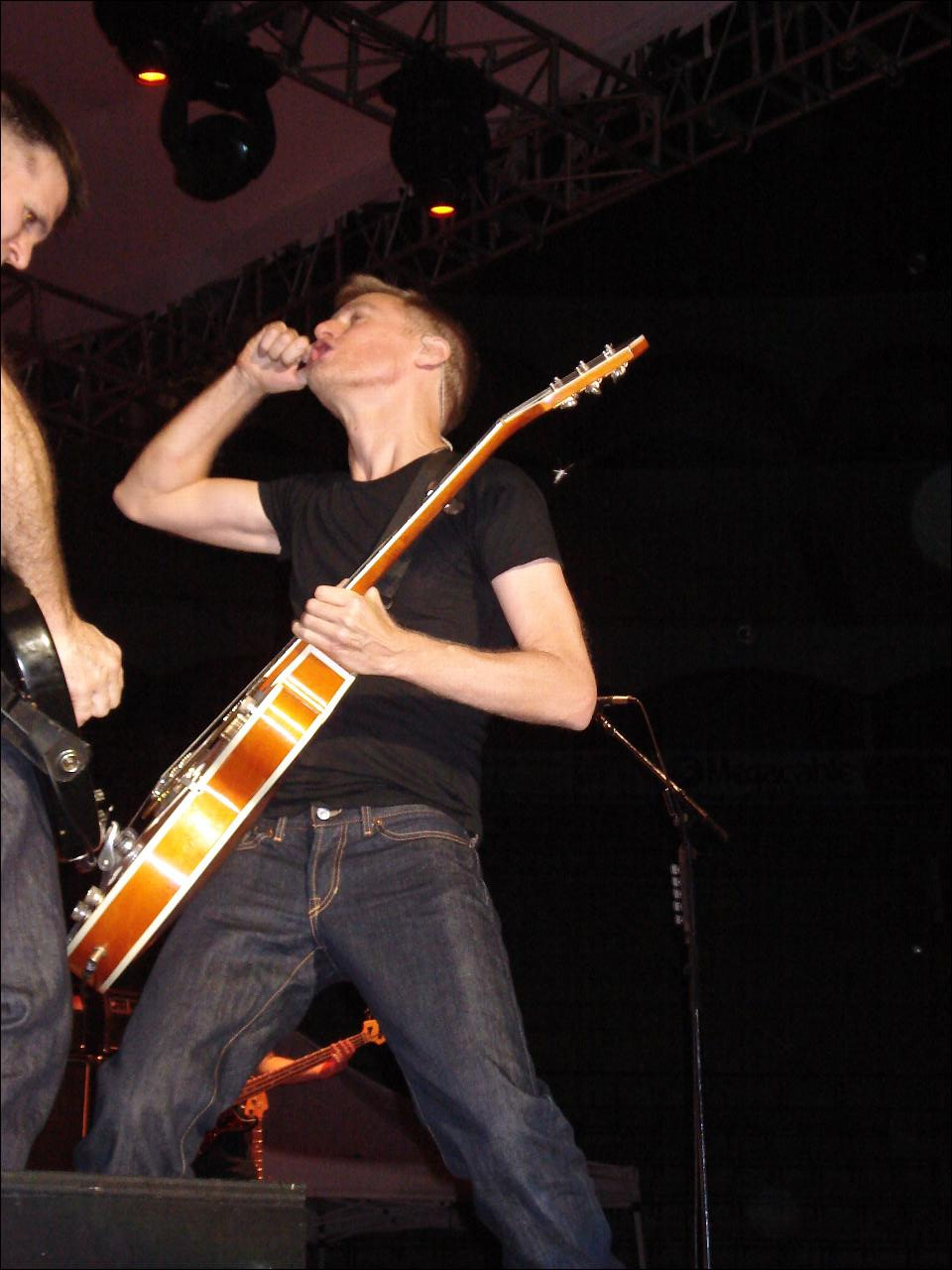
Adams (2006)

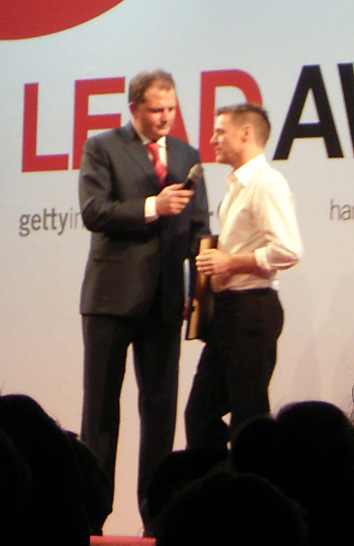
Bryan Adams bei der Verleihung des LeadAward (2006; im Bild mit Jörg Thadeusz)

Im Sommer 1991 meldete sich Adams mit dem Album Waking up the Neighbours zurück. Die Single-Auskopplung (Everything I Do) I Do It for You wurde als Titelmelodie für den Film Robin Hood – König der Diebe verwendet. Vom 13. Juli 1991 bis zum 1. November 1991 war die Single ohne Unterbrechung auf Platz eins der UK-Charts. Das hatte vor Adams’ Veröffentlichung in der knapp vierzigjährigen Geschichte der UK-Charts zuvor noch keine Single geschafft. Auch in den US-Charts stand das Lied sieben Wochen auf Platz eins der Hitparade und erreichte ebenso Platz 1 in Deutschland, Australien und zahlreichen anderen Ländern. Der Erfolg der Single brachte Adams den kommerziellen Erfolg zurück. Das dazugehörige Album Waking up the Neighbours wurde ebenfalls ein weltweiter Bestseller und belegte in Großbritannien und Deutschland Platz 1.
Danach begab sich Adams auf eine ausgedehnte Welttournee, die über ein Jahr andauerte. Während dieser Zeit wurden weitere Singleauskopplungen des Albums zu Hits: Der Gitarrenrocker Can’t Stop This Thing We Started erreichte Platz 2 der US-Charts, die Powerballade Do I Have to Say the Words kam bis auf Rang 11. In Großbritannien war vor allem der Midtempo-Song Thought I Died and Gone to Heaven (Top 10) erfolgreich.
Im Herbst 1993 veröffentlichte Adams die Kompilation So Far So Good, die ebenfalls weltweit Nummer 1 wurde. Mit Please Forgive Me enthielt die Best-of-Platte auch einen brandneuen Titel, der als Single ausgekoppelt ein weiterer Nummer-1-Hit in Australien und ein Top-3-Erfolg auf beiden Seiten des Atlantiks wurde. Der Song war erneut eine kraftvolle mit Gitarrensolo unterlegte Powerballade. Auch veröffentlichte er zusammen mit Sting und Rod Stewart die Single All for Love aus dem Film Die drei Musketiere, erneut eine groß angelegte Ballade, die Anfang 1994 zu einem weiteren Nummer-1-Hit avancierte.
Unter Beteiligung des spanischen Flamenco-Gitarristen Paco de Lucía spielte Adams im Frühjahr 1995 erneut eine Filmmusik ein, die mit spanischen Gitarren unterlegte Ballade Have You Ever Really Loved a Woman? für den Film Don Juan DeMarco, ein weiterer US-Nummer-1-Hit und weltweiter Top-3-Erfolg. Mitte 1996 erschien nach fünf Jahren ein neues Studioalbum: 18 Til I Die erreichte die Spitze der britischen Charts und hatte mit dem Rocksong The Only Thing That Looks Good on Me Is You und der Ballade Let’s Make a Night to Remember zwei weitere UK-Top-10-Singles. Auch in Deutschland und Australien war das Album im Gegensatz zu den USA ein großer Erfolg.

### Seit 2000: Weitere Platten und Erfolge
Im Spätsommer 2004 erschien Adams’ Album Room Service, das bereits in der ersten Woche nach Veröffentlichung Platz 1 der deutschen Albumcharts belegen konnte. Die erste Singleauskopplung Open Road erreichte die deutschen Top 20 und die zweite Single, die Ballade Flying, wurde bei Skispringen-Übertragungen im Fernsehen als Hintergrundmusik verwendet. Ende 2005 veröffentlichte Adams sein drittes Greatest-Hits-Album Anthology. Im März 2008 erschien sein Album 11; die erste Singleauskopplung war I Thought I‘d Seen Everything. Zum Disneyfilm Old Dogs, der im Januar 2010 startete, steuerte Adams den Titeltrack You’ve Been a Friend to Me bei. Im offiziellen Musikvideo spielt Adams alle Musiker und führte Regie.
Am 12. Februar 2010 erschien der Titel One World, One Flame, den Bryan Adams für die ARD und deren Übertragung der Olympischen Winterspiele 2010 in Vancouver geschrieben hat. Bei der offiziellen Eröffnungsfeier der olympischen Winterspiele trat Adams zusammen mit seiner kanadischen Musikerkollegin Nelly Furtado auf. Beide sangen zusammen den von Adams komponierten Song Bang the Drum, der auch auf dem Album Sounds of Vancouver 2010: Opening Ceremony Commemorative Album erschienen ist. 
Im Oktober 2015 erschien das Album Get Up. Es wurde von Jeff Lynne produziert und enthält neun neue Lieder und vier Akustikversionen. Für das Video zur Single Brand New Day arbeitete er mit Helena Bonham Carter und Theo Hutchcraft zusammen.
Mit Shine a Light veröffentlichte er im März 2019 ein neues Studioalbum, auf dem auch Jennifer Lopez und Ed Sheeran mitwirkten. Im Dezember 2019 veröffentlichte er eine Christmas EP mit fünf Liedern, darunter zwei neuen Songs. Zu Joe And Mary wurde im November 2019 ein Musikvideo veröffentlicht, zu Christmas Time, einem Song von 1985, im Dezember 2019.

### Zusammenarbeit mit anderen Musikern
Adams arbeitete in seiner Karriere mit vielen anderen namhaften Musikern zusammen. So sang er neben Sting, Rod Stewart und Tina Turner auch mit Barbra Streisand, Ronan Keating, Melanie C, Céline Dion, Stanfour u. a. 1990 trat Adams in Berlin auf dem Potsdamer Platz bei The Wall auf.

### Weitere musikalische Projekte

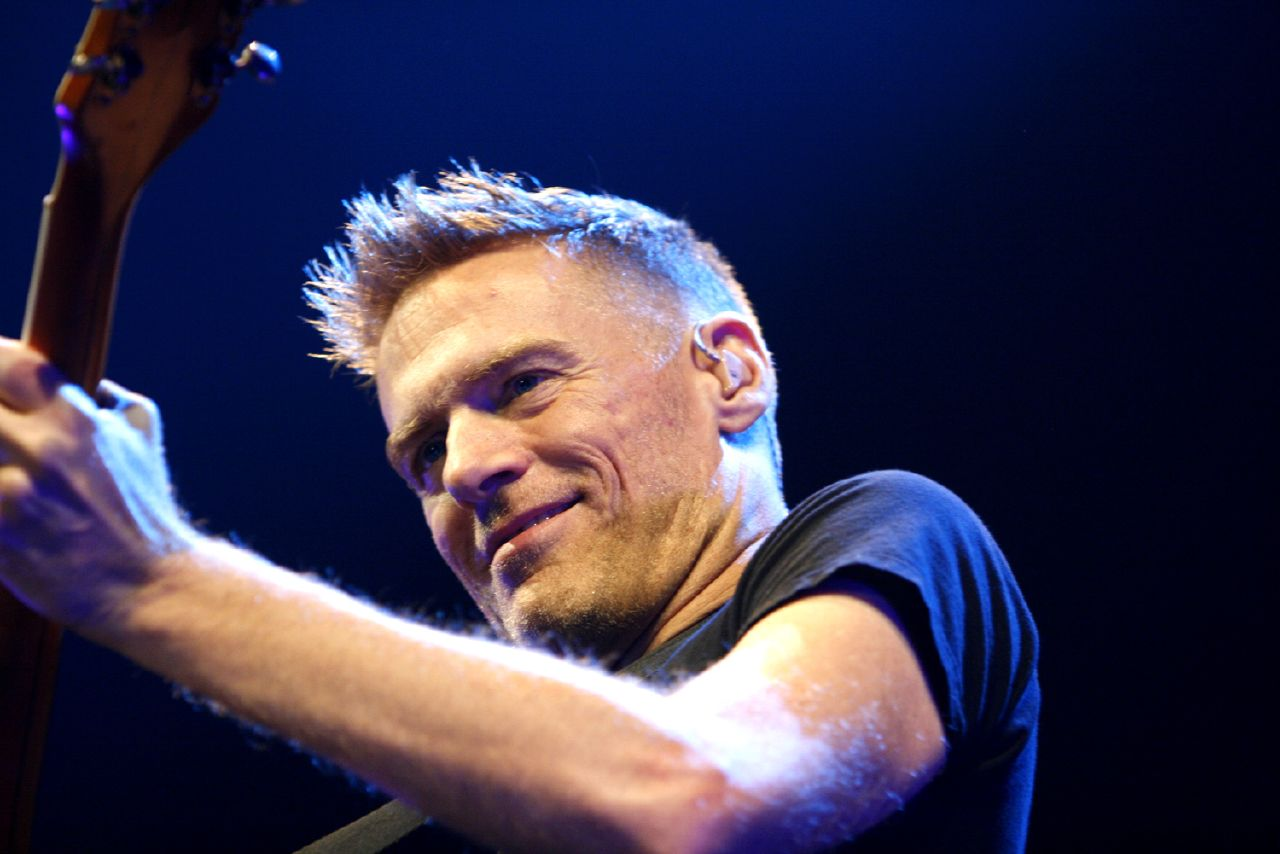
Bryan Adams live (2007)

Adams schrieb die Songs für den Zeichentrickfilm Spirit – Der wilde Mustang. Außerdem arbeitete er an der Musik zum Film Im Rennstall ist das Zebra los mit. Adams wirkte an dem Musikprojekt Chicane von Nick Bracegirdle mit, auf deren Album Behind the Sun aus dem Jahre 2000 er den Gesang bei der Hitsingle Don’t Give Up mit elektronisch verzerrter Stimme übernahm und nebenbei auch noch die meisten Fotografien für das CD-Booklet lieferte (siehe #Fotografisches Werk). Im Gegenzug mixte Bracegirdle Adams’ Single Cloud Number Nine.
Bryan Adams komponierte zusammen mit Jim Vallance die Musik zum Musical Pretty Woman.  Die Uraufführung des Stücks fand am 13. März 2018 in Chicago statt. Die Musik des Musicals unterscheidet sich von der Musik des Films aus dem Jahr 1990.

### Bryan Adams’ Band
Seit Anfang der 1980er-Jahre besteht die Band um Adams, der neben dem Gesang auch die Rhythmusgitarre übernimmt, aus dem Leadgitarristen Keith Scott und dem Schlagzeuger Mickey Curry. Bis Ende der 1990er-Jahre war auch der Bassist Dave Taylor festes Mitglied der Band. Der Keyboarder Tommy Mandel gehörte ab 1981 zur Studiobesetzung und spielte ab Ende der 1980er-Jahre auch bei Konzerten mit.
Als Livemusiker gehörten u. a. der Keyboarder John Hanaha (1981–1988) und die Schlagzeuger Jimmy Wesley (1981–1983), Frankie La Rocka (1983–1985) und Pat Stewart (1985–1987) zur Band. Nach dem Ausstieg von Taylor und Mandel bestand die Band von 1999 bis 2001 nur aus Scott an der Gitarre, Curry und Bryan Adams, der die Bassgitarre übernahm. Seit 2002 gehören Norm Fisher am Bass und der Keyboarder Gary Breit der Band an.

## Fotografisches Werk
Adams betätigt sich auch als Fotograf und wurde für seine Arbeiten in diesem Bereich schon mehrfach ausgezeichnet. 2006 erhielt er für eine Fotostrecke den LeadAward. Seine ehrenamtlichen Bilder zahlreicher Prominenter (siehe #Soziales Engagement) wurden im Sommer 2008 in New York und Berlin gezeigt. Später fotografierte er auch das Commonwealth-Oberhaupt Queen Elisabeth II.
Ein zentrales, politisches Werk in seinem fotografischen Schaffen ist der 2010 bis 2013 entstandene Zyklus Wounded – The Legacy of War mit Porträts junger britischer Soldatinnen und Soldaten, die schwer kriegsversehrt aus dem Irak oder Afghanistan heimgekehrt waren. Erst nach mehreren Ausstellungen dieser Fotos im Jahr 2014 in Deutschland im NRW Forum Düsseldorf, der Kunsthalle Mainz, dem Stadthaus Ulm und der Photokina in Köln waren sie im Somerset House London zum Jahreswechsel 2014/2015 erstmals in Großbritannien zu sehen. 2021 fotografierte Adams für den Pirelli-Kalender Iggy Pop, Kali Uchis, Cher, Grimes und Saweetie.
Er ist Mit-Herausgeber des Zoo Magazine, einer Zeitschrift für Fotografie, die er 2004 in Berlin gründete.
Im Februar 2022 wurde ein Interview mit Bryan Adams über 28 Seiten im Swan Magazine veröffentlicht.
Im Juni 2025 zeigte Adams während des ersten Nationalen Veterantentags im Reichstagsgebäude seine Fotoausstellung "Wounded: The Legacy of War" (Verwundet: Das Erbe des Krieges).

## Soziales Engagement

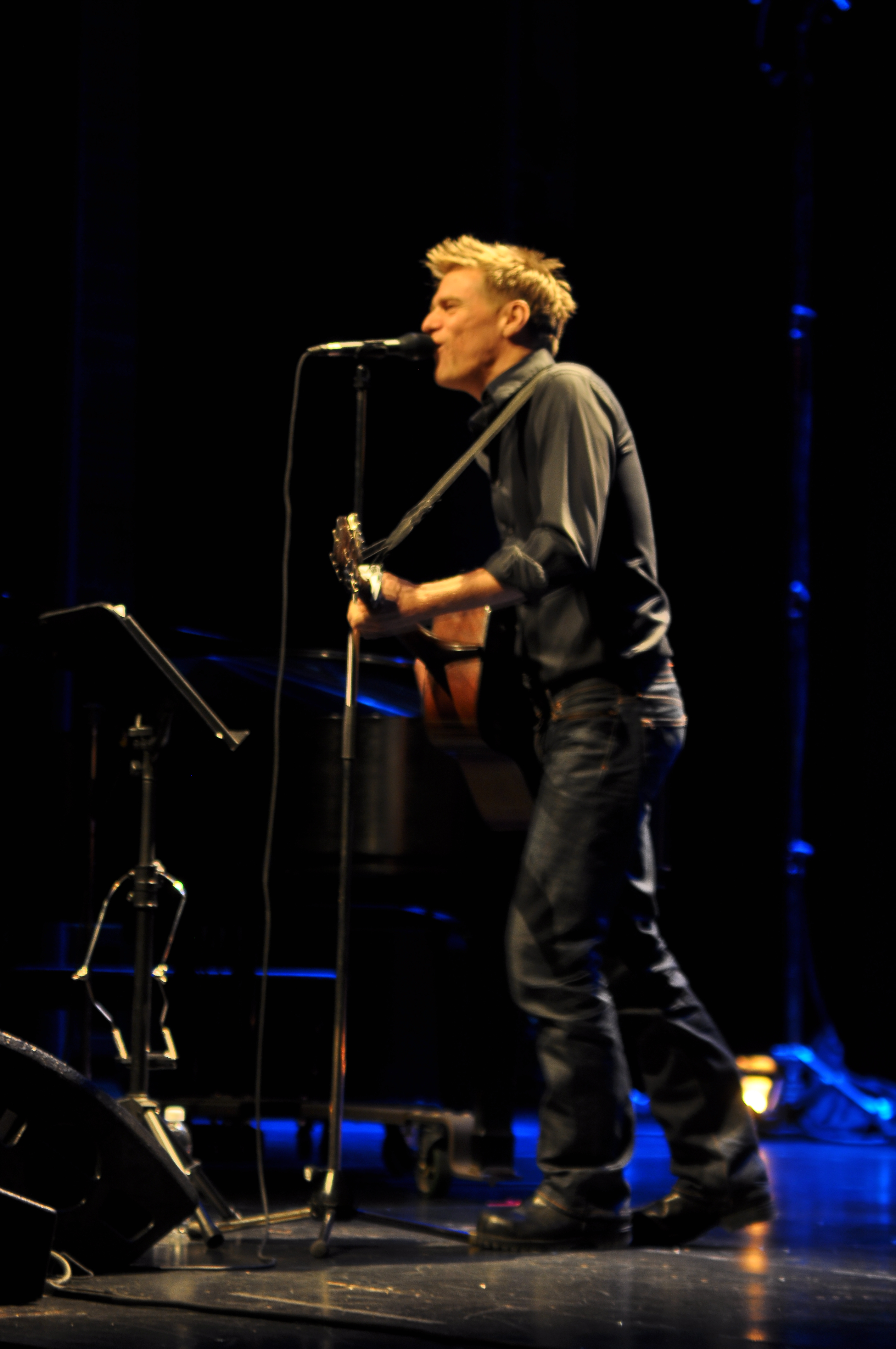
Bryan Adams in Houston (2009)

Adams Konzerteinnahmen kamen unter anderem The Prince’s Trust, Live Aid und dem Nelson Mandela 70th Birthday Tribute Concert zugute. Er spielte für Greenpeace, Amnesty International und im Dienste vieler weiterer humanitärer Kampagnen, zum Beispiel für die Rettung des Regenwalds, die Befreiung politischer Gefangener, die Rettung der Wale, die Linderung von Hunger und Not und zu vielen anderen Gelegenheiten. 2004 trat er bei Kanadas Benefizkonzert für die Opfer des Tsunamis im Indischen Ozean auf.
Seit 2007 ist er „Botschafter des Guten Hörens“ und fotografierte für die Hear the World Foundation unentgeltlich einige bekannte Stars, darunter Harry Belafonte, Joss Stone, Annie Lennox, Amy Winehouse, Rod Stewart und Mick Jagger.
Nach dem Erdbeben und Tsunami in Japan im März 2011 rief er die Musiker und Sänger der Welt auf, gemeinsam ein Benefiz-Konzert für Japan zu spielen.
Außerdem gründete Adams mit der „Bryan Adams Foundation“ eine eigene Stiftung, die sich um hilfsbedürftige Menschen auf der ganzen Welt kümmert.

## Diskografie
Studioalben

| Jahr | Titel Musiklabel                                | Höchstplatzierung, Gesamtwochen, AuszeichnungChartplatzierungen (Jahr, Titel, Musiklabel, Platzierungen, Wochen, Auszeichnungen, Anmerkungen) | Höchstplatzierung, Gesamtwochen, AuszeichnungChartplatzierungen (Jahr, Titel, Musiklabel, Platzierungen, Wochen, Auszeichnungen, Anmerkungen) | Höchstplatzierung, Gesamtwochen, AuszeichnungChartplatzierungen (Jahr, Titel, Musiklabel, Platzierungen, Wochen, Auszeichnungen, Anmerkungen) | Höchstplatzierung, Gesamtwochen, AuszeichnungChartplatzierungen (Jahr, Titel, Musiklabel, Platzierungen, Wochen, Auszeichnungen, Anmerkungen) | Höchstplatzierung, Gesamtwochen, AuszeichnungChartplatzierungen (Jahr, Titel, Musiklabel, Platzierungen, Wochen, Auszeichnungen, Anmerkungen) | Höchstplatzierung, Gesamtwochen, AuszeichnungChartplatzierungen (Jahr, Titel, Musiklabel, Platzierungen, Wochen, Auszeichnungen, Anmerkungen) | Anmerkungen |
| Jahr | Titel Musiklabel                                | DE | AT | CH | UK | US | CA | Anmerkungen |
| ---- | ----------------------------------------------- | --- | --- | --- | --- | --- | --- | --- |
| 1980 | Bryan Adams A&M Records (A&M)                   | — | — | — | — | — | CA69 (17 Wo.)CA | Erstveröffentlichung: 12. Februar 1980                                                                                    |
| 1981 | You Want It You Got It A&M Records (A&M)        | — | — | — | UK78 (5 Wo.)UK | US118 (13 Wo.)US | CA50 Gold · (3 Wo.)CA | Erstveröffentlichung: 21. Juli 1981 Verkäufe: + 50.000 in UK erst 1985 platziert                                          |
| 1983 | Cuts Like a Knife A&M Records (A&M)             | DE24 (7 Wo.)DE | — | CH— GoldCH | UK21 Silber · (6 Wo.)UK | US8 Platin · (89 Wo.)US | CA8 ×3Dreifachplatin · (57 Wo.)CA | Erstveröffentlichung: 18. Januar 1983 Verkäufe: + 1.430.000 in UK erst 1986 platziert                                     |
| 1984 | Reckless A&M Records (A&M)                      | DE19 Gold · (61 Wo.)DE | AT— GoldAT | CH10 Platin · (17 Wo.)CH | UK7 ×3Dreifachplatin · (118 Wo.)UK | US1 ×5Fünffachplatin · (83 Wo.)US | CA1 Diamant + Platin · (83 Wo.)CA | Erstveröffentlichung: 5. November 1984 Verkäufe: + 7.690.000 Wiederveröffentlichung Remastered Edition: 10. November 2014 |
| 1987 | Into the Fire A&M Records (A&M)                 | DE7 (22 Wo.)DE | AT13 (8 Wo.)AT | CH4 Platin · (13 Wo.)CH | UK10 Gold · (21 Wo.)UK | US7 Platin · (33 Wo.)US | CA2 ×3Dreifachplatin · (33 Wo.)CA | Erstveröffentlichung: 30. März 1987 Verkäufe: + 1.460.000                                                                 |
| 1991 | Waking Up the Neighbours A&M Records (Polygram) | DE1 Platin · (50 Wo.)DE | AT1 Platin · (21 Wo.)AT | CH1 ×4Vierfachplatin · (30 Wo.)CH | UK1 ×3Dreifachplatin · (54 Wo.)UK | US6 ×4Vierfachplatin · (75 Wo.)US | CA1 Diamant · (69 Wo.)CA | Erstveröffentlichung: 24. September 1991 Verkäufe: + 16.000.000                                                           |
| 1996 | 18 til I Die A&M Records (Polygram)             | DE4 Gold · (40 Wo.)DE | AT2 Gold · (18 Wo.)AT | CH2 Platin · (25 Wo.)CH | UK1 ×2Doppelplatin · (47 Wo.)UK | US31 Platin · (50 Wo.)US | CA4 ×3Dreifachplatin · (32 Wo.)CA | Erstveröffentlichung: 4. Juni 1996 Verkäufe: + 5.000.000                                                                  |
| 1998 | On a Day Like Today A&M Records (Polygram)      | DE5 Gold · (50 Wo.)DE | AT4 Gold · (29 Wo.)AT | CH2 Platin · (37 Wo.)CH | UK11 Gold · (40 Wo.)UK | US103 (2 Wo.)US | CA7 ×2Doppelplatin · (41 Wo.)CA | Erstveröffentlichung: 26. Oktober 1998 Verkäufe: + 1.300.000                                                              |
| 2004 | Room Service Polydor (UMG)                      | DE1 Gold · (21 Wo.)DE | AT3 (7 Wo.)AT | CH1 Gold · (19 Wo.)CH | UK4 Gold · (6 Wo.)UK | US134 (1 Wo.)US | CA2 Platin · (9 Wo.)CA | Erstveröffentlichung: 10. September 2004 Verkäufe: + 330.000                                                              |
| 2008 | 11 Polydor (UMG)                                | DE2 (14 Wo.)DE | AT2 (10 Wo.)AT | CH1 Gold · (13 Wo.)CH | UK6 Silber · (6 Wo.)UK | US80 (1 Wo.)US | CA1 (6 Wo.)CA | Erstveröffentlichung: 14. März 2008 Verkäufe: + 90.000                                                                    |
| 2014 | Tracks of My Years Polydor (UMG)                | DE5 (6 Wo.)DE | AT5 (3 Wo.)AT | CH6 (7 Wo.)CH | UK11 (3 Wo.)UK | US89 (1 Wo.)US | CA1 Gold · (7 Wo.)CA | Erstveröffentlichung: 30. September 2014 Verkäufe: + 40.000                                                               |
| 2015 | Get Up Polydor (UMG)                            | DE3 (12 Wo.)DE | AT4 (7 Wo.)AT | CH1 (15 Wo.)CH | UK2 Silber · (18 Wo.)UK | US99 (1 Wo.)US | CA8 (7 Wo.)CA | Erstveröffentlichung: 2. Oktober 2015 Verkäufe: + 60.000                                                                  |
| 2019 | Shine a Light Polydor (UMG)                     | DE3 (13 Wo.)DE | AT2 (4 Wo.)AT | CH2 (11 Wo.)CH | UK2 (4 Wo.)UK | — | CA1 Gold · (6 Wo.)CA | Erstveröffentlichung: 1. März 2019 Verkäufe: + 63.000                                                                     |
| 2022 | So Happy It Hurts BMG Rights Management (BMG)   | DE2 (6 Wo.)DE | AT3 (4 Wo.)AT | CH2 (12 Wo.)CH | UK3 (2 Wo.)UK | — | CA2 (1 Wo.)CA | Erstveröffentlichung: 11. März 2022                                                                                       |

grau schraffiert: keine Chartdaten aus diesem Jahr verfügbar

## Auszeichnungen
- 1983: Juno Award als Künstler des Jahres
- 1984: Juno Award als Künstler des Jahres
- 1985: Juno Award als Künstler des Jahres
- 1986: Juno Award als Künstler des Jahres
- 1987: Juno Award als Künstler des Jahres
- 1991: Grammy
- 1994: Echo Pop
- 1997: Juno Award als Künstler des Jahres
- 1998: Bambi
- 1998: Stern auf Canada’s Walk of Fame
- 2000: Juno Award als Künstler des Jahres
- 2005: Goldene Kamera
- 2006: Lead Award
- 2006: Aufnahme in die Canadian Music Hall of Fame[44]
- 2009: Goldene Feder
- 2011: Stern auf dem Hollywood Walk of Fame
- 2015: GQ Männer des Jahres
- 2020: Juno Award für Adult Contemporary Album of the Year (Shine a Light)
- 2024: Bambi in der Kategorie Legende[45]